# Paracanthostracion lindsayi
Paracanthostracion lindsayi är en fiskart som först beskrevs av Phillipps 1932.  Paracanthostracion lindsayi ingår i släktet Paracanthostracion och familjen koffertfiskar. Inga underarter finns listade i Catalogue of Life.